# Smyriodes
Smyriodes is een geslacht van vlinders van de familie spanners (Geometridae), uit de onderfamilie Ennominae.

## Soorten
- S. adelostycha Turner, 1926
- S. aphronesa Lower, 1902
- S. aplectaria Guenée, 1858
- S. aspera Walker, 1865
- S. carburaria Guenée, 1858
- S. galearia Guenée, 1858
- S. idiograpta Turner, 1947
- S. notodontaria Walker, 1860
- S. serrata Walker, 1857